# Benoît Montenat
Benoît Montenat (né le 19 février 1971 à Agen en France) est un écrivain français.

## Biographie
Grâce à un parcours dans la mode, il séjourne successivement au Canada, aux États-Unis. En 1995, il publie ses premiers textes - intimistes - chez "Le temps du Non" mais c'est son premier roman Maman qui le fera remarquer.
L'écrivain aime souvent à dire qu'il publiera tout à partir de cinquante ans.

## Œuvres
- Aurore Suprême, Le temps du Non, 1996
- Carreaux bleus, Le temps du Non, 1997
- Maman, H&O Editions, 2003